# ATP11AUN
ATP11AUN (англ. ATP11A upstream neighbor) – білок, який кодується однойменним геном, розташованим у людей на 13-й хромосомі. Довжина поліпептидного ланцюга білка становить 121 амінокислот, а молекулярна маса — 13 416.
| 10         |  | 20         |  | 30         |  | 40         |  | 50         |
| ---------- |  | ---------- |  | ---------- |  | ---------- |  | ---------- |
| MNSPEARLCV |  | AQCRDSYPGC |  | QPLKDTRAWA |  | SSLKMDPAGL |  | EGGPRDESRD |
| EPPIRAQAAS |  | WDQPQGCLTY |  | KGRRSASGTQ |  | KQLQLPDTLS |  | SLLCWRGAIM |
| VYIKVTVQTD |  | DSNKLLSLLY |  | R          |  |            |  |            |

A: Аланін

C: Цистеїн

D: Аспарагінова кислота

E: Глутамінова кислота

G: Гліцин

I: Ізолейцин

K: Лізин

L: Лейцин

M: Метіонін

N: Аспарагін

P: Пролін

Q: Глутамін

R: Аргінін

S: Серин

T: Треонін

V: Валін

W: Триптофан